# Philipp M. Reuß
Philipp Maximilian Reuß (* 27. Juni 1980 in Starnberg) ist ein deutscher Rechtswissenschaftler und Hochschullehrer an der Georg-August-Universität Göttingen.

## Leben und Wirken
Reuß studierte ab Oktober 2001 Rechtswissenschaften an der Universität München. Dort legte er 2006 sein Erstes Juristisches Staatsexamen ab. Anschließend erwarb er 2007 im Rahmen eines Postgraduiertenstudiums an der University of Oxford den Titel des Magister iuris und war anschließend als wissenschaftlicher Mitarbeiter an der Universität München tätig. Im Dezember 2010 wurde Reuß von der Universität München mit der von Dagmar Coester-Waltjen betreuten Schrift „Forum shopping“ in der Insolvenz – missbräuchliche Dimension der Wahrnehmung unionsrechtlicher Gestaltungsmöglichkeiten mit summa cum laude zum Dr. iur. promoviert. Bereits im April 2010 hatte er seinen juristischen Vorbereitungsdienst am Landgericht München I angetreten. Diesen schloss er im Mai 2012 mit dem Zweiten Juristischen Staatsexamen ab. Ab Januar 2013 war Reuß als wissenschaftlicher Assistent von Horst Eidenmüller, im August 2014 wechselte er als akademischer Rat auf Zeit an den Lehrstuhl von Stephan Lorenz am Münchener Institut für Internationales Recht – Rechtsvergleichung. Im Februar 2018 schloss Reuß seine Habilitation ab und erhielt die Venia legendi für die Fächer Bürgerliches Recht, Zivilverfahrensrecht, Europäisches und Internationales Privatrecht, Rechtsvergleichung und Europarecht.
Es folgten mehrere Lehrstuhlvertretungen an der Universität Bonn. Dort hatte er von Mai 2019 bis März 2021 einen ordentlichen Lehrstuhl für Bürgerliches Recht am Institut für Internationales Privatrecht und Rechtsvergleichung inne. Seit dem 1. April 2021 ist Reuß Inhaber der Lehrstuhls für Bürgerliches Recht am Institut für Privat- und Prozessrecht der Georg-August-Universität Göttingen.
Reuß’ Forschungsschwerpunkte liegen vor allem im Familienrecht, Europäischen Privatrecht, Europäischen Internationalen Privat- und Zivilverfahrensrecht, Zivilprozessrecht, Schiedsverfahrensrecht und in der Rechtsvergleichung.

## Schriften (Auswahl)
- „Forum Shopping“ in der Insolvenz – missbräuchliche Dimension der Wahrnehmung unionsrechtlicher Gestaltungsmöglichkeiten. Mohr Siebeck, Tübingen 2011, ISBN 978-3-16-150819-6 (Dissertation).
- Theorie eines Elternschaftsrechts. Duncker & Humblot, Berlin 2018, ISBN 978-3-428-15513-2 (Habilitationsschrift).